# Madeira Beach
Madeira Beach – miasto w Stanach Zjednoczonych, w stanie Floryda, w hrabstwie Pinellas.